# Heidmoor
Heidmoor là một đô thị ở huyện Segeberg, bang Schleswig-Holstein Segeberg, ở bang Schleswig-Holstein, Đức. Đô thị Heidmoor có diện tích km², dân số thời điểm ngày 31 tháng 12 năm 2006 là 316 người.